# Salka nepalensis
Salka nepalensis är en insektsart som beskrevs av Sohi och Mann 1994. Salka nepalensis ingår i släktet Salka och familjen dvärgstritar.
Artens utbredningsområde är Nepal. Inga underarter finns listade i Catalogue of Life.